# Enterosora percrassa
Enterosora percrassa är en stensöteväxtart som först beskrevs av Bak., och fick sitt nu gällande namn av Luther Earl Bishop. Enterosora percrassa ingår i släktet Enterosora och familjen Polypodiaceae. Inga underarter finns listade.